# غلاديس جورج
غلاديس جورج (بالإنجليزية: Gladys George)‏ هي ممثلة أمريكية، ولدت في 13 سبتمبر 1904 بباتين في الولايات المتحدة، وتوفيت في 8 ديسمبر 1954 بلوس أنجلوس في الولايات المتحدة بسبب تشمع الكبد وسرطان المريء. بدأت مشوارها المهني سنة 1919.

## أعمال

### أفلام
- (1941) الصقر المالطي
- (1946) أجمل سنوات العمر
- (1951) قصة محقق

## ترشيحات
- جائزة الأوسكار لأفضل ممثلة (1936)

## وصلات خارجية
- غلاديس جورج على موقع IMDb (الإنجليزية)
- غلاديس جورج على موقع روتن توميتوز (الإنجليزية)
- غلاديس جورج على موقع ألو سيني (الفرنسية)
- غلاديس جورج على موقع أول موفي (الإنجليزية)
- غلاديس جورج على موقع قاعدة بيانات برودواي على الإنترنت (الإنجليزية)
- غلاديس جورج على موقع قاعدة بيانات الأفلام السويدية (السويدية)
- غلاديس جورج على موقع إن إن دي بي (الإنجليزية)
- غلاديس جورج على موقع ديسكوغز (الإنجليزية)
- غلاديس جورج على موقع قاعدة بيانات الفيلم (الإنجليزية)
- غلاديس جورج على موقع كينوبويسك (الروسية)